# Alfred Duff Cooper, 1. Viscount Norwich

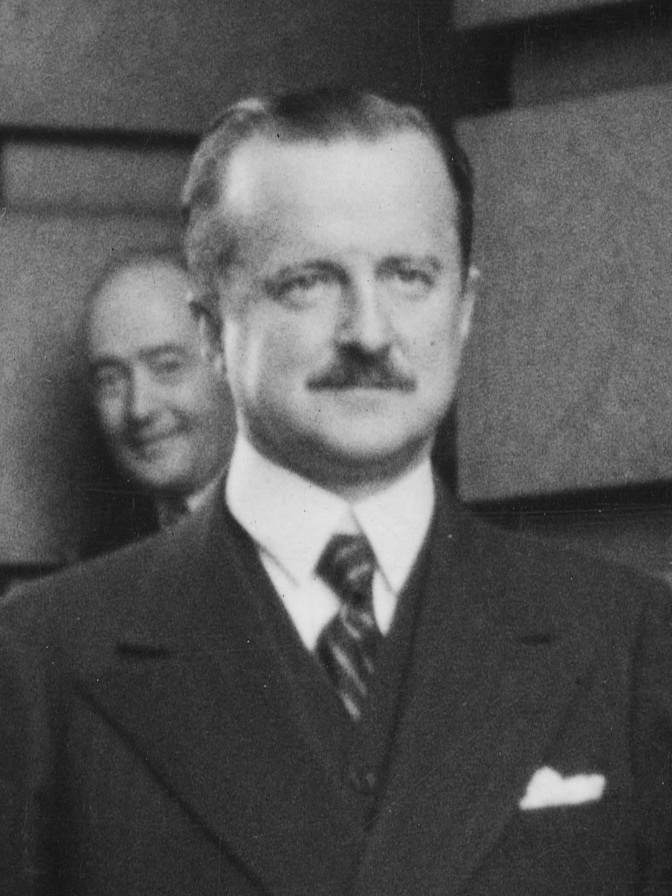
Duff Cooper (1941)

Alfred Duff Cooper, 1. Viscount Norwich, GCMG, DSO, PC (* 22. Februar 1890 in London; † 1. Januar 1954 bei Vigo), war ein britischer Politiker, Diplomat und Autor. Nach ihm wurde der Duff-Cooper-Preis, ein bedeutender britischer Literaturpreis, benannt.

## Jugend und Ausbildung
Cooper wurde als jüngstes von vier Kindern des angesehenen Arztes Sir Alfred Cooper und von Lady Agnes Duff, der Schwester von Alexander Duff, 1. Duke of Fife, geboren. Der junge Cooper erfuhr die traditionelle Erziehung eines Sprösslings der englischen Oberschicht. So besuchte er Eton College und das New College an der University of Oxford und wurde früh in die „bessere Gesellschaft“ von London eingeführt.
Während seiner Zeit in Oxford eröffnete ihm die Freundschaft zu John Manners, 9. Duke of Rutland, den Zugang zum Kreis der Coteries, einer Gruppe von jungen Aristokraten und Intellektuellen, zu denen u. a. Raymond Asquith, der Sohn des Premierministers Herbert Henry Asquith, zählte.
Cooper erwarb sich zu dieser Zeit aufgrund seiner Eloquenz und Kunstfertigkeit als Dichter den Ruf, einer der kommenden Literaten des Landes zu sein. Seine Neigung zu Alkohol und Glücksspiel sowie die häufig wechselnden Damenbekanntschaften brachten ihm zudem den Ruf eines Draufgängers und Salonlöwen ein. Außerdem knüpfte er in seinen Studentenjahren erste Kontakte zu Personen des politischen Lebens wie Winston Churchill, Reginald McKenna oder Andrew Bonar Law.

## Militärdienst und Ehe
Nach dem Abschluss seines Studiums trat Cooper in den Auswärtigen Dienst ein. Während des Ersten Weltkrieges verblieb er zunächst auf seiner Position als Diplomat. 1917 schloss er sich den Grenadier Guards an und nahm hoch dekoriert an den Feldzügen an der Westfront des Jahres 1918 teil.
1919 heiratete er Lady Diana Manners, die Schwester seines Freundes John Manners. Die Ehe war geprägt von der Untreue der Eheleute. So soll Cooper Affären mit Daisy Fellowes, der Erbin des Singer-Nähmaschinen-Konzerns, und der französischen Schriftstellerin Louise de Vilmorin gehabt haben.

## Politische Karriere
Nach seiner Rückkehr in den Auswärtigen Dienst diente Cooper als Chefprivatsekretär von zwei Ministern. Dementsprechend spielte er eine bedeutsame Rolle in den Auseinandersetzungen mit der Türkei und mit Ägypten in den frühen 1920er Jahren. 1924 wurde er als Abgeordneter für die Konservative Partei ins Unterhaus gewählt. Dort tat Cooper sich als begabter Redner und als treuer Gefolgsmann des konservativen Premierministers Stanley Baldwin und von Winston Churchill, der damals als Schatzkanzler amtierte, hervor. Cooper selbst wurde Finanz-Staatssekretär im Kriegsministerium. Bei den Unterhauswahlen 1929, bei denen die konservative Regierung ihre Parlamentsmehrheit verlor, büßte auch er seinen Parlamentssitz ein.
Nach dem Verlust seines Mandats betätigte Cooper sich als Schriftsteller –, er veröffentlichte u. a. eine von den Kritikern vielgelobte Biografie über den französischen Diplomaten Talleyrand (1932). 1931 kehrte er nach einer Nachwahl ins Parlament zurück und wurde auch wieder Finanz-Staatssekretär im Kriegsministerium. Drei Jahre später wechselte er auf den entsprechenden Posten im Finanzministerium.
1935 wurde er als Kriegsminister ins Kabinett aufgenommen. 1937 stieg er zum Ersten Lord der Admiralität (Marineminister) auf. Zur selben Zeit veröffentlichte er eine Biografie über den britischen Oberbefehlshaber des Britischen Expeditionskorps (BEF) im Ersten Weltkrieg, Douglas Haig. Als bekanntester und prononciertester regierungsinterner Kritiker der Appeasement-Politik des Premierministers Neville Chamberlain gegenüber dem nationalsozialistischen Deutschen Reich verließ Cooper im Herbst 1938 aus Protest gegen das Münchner Abkommen das Kabinett.

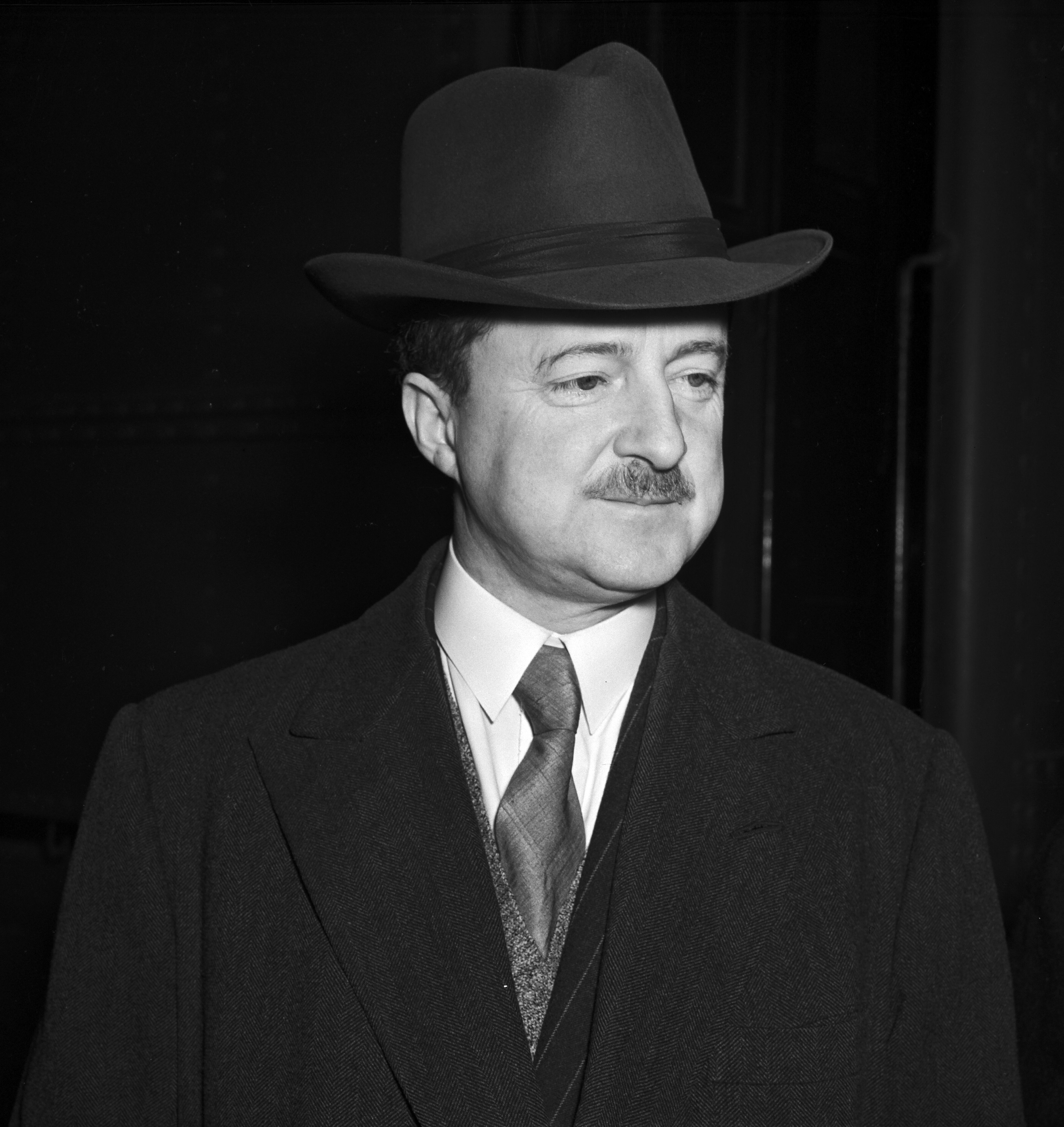
Cooper (1940)

Im Mai 1940 tat er sich in der Parlamentsdebatte hervor, die zum Sturz Chamberlains führte. Als Informationsminister diente er, bis zu seiner Ablösung durch Brendan Bracken, ein Jahr der Propaganda im Kriegskabinett Winston Churchills und wurde dann Chancellor of the Duchy of Lancaster. 1941/42 war er kurzzeitig Repräsentant der britischen Regierung in Singapur, verließ diesen Posten jedoch rechtzeitig vor der Eroberung durch die Japaner. Sein Wirken in Singapur wurde von Zeitgenossen negativ beurteilt; Gouverneur Shenton Thomas betrachtete ihn und seine Frau Lady Diana Duff Cooper als arrogante und eitle Selbstdarsteller, „ihr Gott ist die Publicity“, notierte Thomas in sein Tagebuch.
Ab 1943 fungierte er als Kontaktmann zu de Gaulles französischer Exilregierung. 1944 wurde Cooper britischer Botschafter in Paris. 1947 trat er von diesem Amt zurück, wurde zum Ritter geschlagen und widmete sich hauptsächlich seinen literarischen Arbeiten.

## Späte Jahre
1952 wurde Cooper in Anerkennung seiner literarischen und politischen Verdienste zum Viscount Norwich erhoben. Seine Frau lehnte es ab, den Titel Viscountess Norwich zu führen, weil dieser sich wie Porridge anhöre. Sie gab in einer Zeitungsanzeige bekannt, dass sie weiter als Lady Diana Cooper angesprochen werden wolle.
Im folgenden Jahr schrieb er seine Autobiografie.
1954 verstarb Cooper im Alter von 63 Jahren.
Coopers Sohn John Julius Cooper, 2. Viscount Norwich, wurde unter dem Namen John Julius Norwich als Fernsehmoderator und Autor bekannt.

## Veröffentlichungen (Auswahl)
- Talleyrand. Jonathan Cape, London 1935.